# Lorena Tobar
Lorena Tobar, también conocida como Lorena de Mcallister, es una actriz colombiana, reconocida por su aparición en las series de televisión Yo soy Betty, la fea, El inútil y 5 viudas sueltas.

## Carrera
Tobar nació en Los Ángeles, California, y se mudó a Colombia con sus padres en su adolescencia. Tras aparecer en telenovelas como La sombra del deseo (1996) y Tiempos difíciles (1997), logró el reconocimiento en la televisión del país cafetero por su interpretación de Diana Medina, ejecutiva de la empresa Rag Tela's en la popular producción de Fernando Gaitán Yo soy Betty, la fea.
A partir de entonces empezó a figurar con frecuencia en telenovelas colombianas, normalmente interpretando a mujeres de clase alta. Apareció en producciones como El inútil, Ay cosita linda mamá, Nuevo rico, nuevo pobre, 5 viudas sueltas y Sala de urgencias. En 2016 integró el reparto de la película estadounidense de terror The Belko Experiment.

## Filmografía

### Televisión
- 2022 - A grito herido[5]
- 2022 - Juanpis González: la serie[6]
- 2017 - Sobreviviendo a Escobar, alias JJ
- 2016 - Mujeres al limite
- 2016 - La niña - Saray Martínez de la Calle
- 2015 - Sala de urgencias
- 2013 - 5 viudas sueltas
- 2012-2013 - Las santísimas - Adelaida Pasquini
- 2012-2013 - Pobres Rico - Pepa
- 2011 - La reina del sur
- 2010 - Salvador de mujeres
- 2009 - Aquí no hay quien viva
- 2007 - Nadie es eterno en el mundo
- 2007 - Nuevo rico, nuevo pobre
- 2007 - Zona rosa
- 2001 - El inútil
- 2001 - Adrián está de visita
- 2000 - Pobre Pablo - Sarita de Villegas￼
- 1999 - Yo soy Betty, la fea - Diana Medina
- 1998 - Ay cosita linda mamá
- 1998 - Reportaje al misterio
- 1998- La Madre - Beatriz
- 1997 - Tiempos difíciles
- 1997 - Yo amo a Paquita Gallego
- 1997 - Dos mujeres
- 1996 - La sombra del deseo

## Cine
- 2016 - The Belko Experiment